# Бойчук, Александр Андреевич
Александр Андреевич Бойчук (укр. Олександр Андрійович Бойчук; 30 июня 1950, Кировоград — 20 июня 2024) — советский и украинский математик, доктор физико-математических наук, профессор, член-корреспондент НАН Украины (2012), академик НАН Украины с 25 апреля 2024, заведующий лабораторией краевых задач теории дифференциальных уравнений Института математики НАНУ, лауреат Государственной премии Украины в области науки и техники.

## Биография
Александр Бойчук родился 30 июня 1950 года в г. Кировограде.
В 1967 году окончил школу, по окончании которой поступил на механико-математический факультет Киевского госуниверситета им. Т. Г. Шевченко, который окончил 1972 году.
В 1972—1974 годах работал в Институте электросварки имени Е. О. Патона АН УССР, а в 1974—1978 годах был аспирантом в Институте математики АН УССР, где в 1978 году защитил кандидатскую диссертацию «Вопросы конструктивного построения функции Ляпунова для систем линейных и нелинейных обыкновенных дифференциальных уравнений».
В 1978—1993 годах работал в Институте геофизики имени С. И. Субботина НАН Украины
В 1992 году защитил докторскую диссертацию «Конструктивные методы анализа нетерових краевых задач», а в 1997 году ему было присвоено ученое звание профессора.
С 1994 года работал в Институте математики НАН Украины на должности заведующего лабораторией «краевых задач теории дифференциальных уравнений».
С 1997 года работал по совместительству на кафедре интегральных и дифференциальных уравнений механико-математического факультета Киевского национального университета имени Тараса Шевченко.
В 2002—2010 годах работал профессором-исследователем Жилинского университета города Жилина. (Словакия)
С 1998 года являлся заместителем главного редактора научного журнала «Нелинейные колебания».
С 2012 года — член-корреспондент НАН Украины.
Умер 20 июня 2024 года после тяжёлой болезни в возрасте 73 лет.

## Научные интересы
Профессор А. А. Бойчук — специалист по теории краевых задач с нетеровым и нормально-разрешимым операторами в линейной части. Впервые определил условия разрешимости и провел классификацию резонансных случаев широкого класса нелинейных краевых задач для систем обыкновенных дифференциальных и разностных уравнений, уравнений запаздывающим аргументом, уравнений с импульсным воздействием и сингулярно возмущенных уравнений для чего предложил использовать аппарат обобщенно-обратных операторов.
А. Бойчук — автор более 110 научных трудов в том числе трех монографий. Под его научным руководством подготовлено 2 доктора наук и 13 кандидатов наук.

## Основные научные работы
- «Generalized Inverse Operators and Fredholm Boundary Value Problems» VSP. Utrecht-Boston. 2004. 317 p.
- «Обобщённо обратные операторы и нётеровы краевые задачи» друк. Kиїв, Iнститут математики НАН України. 1995 1-320.
- «Конструктивные методы анализа краевых задач» друк. Киев, Наук. думка, 1990. 1-96

## Награды
- Лауреат Государственной премии Украины в области науки и техники (2008) за цикл научных работ "Новые качественные методы нелинейной механики и их применение для анализа многочастотных колебаний, устойчивости и проблем управления "[4];
- Лауреат премии НАН Украины им. Ю. А. Митропольського (2013) за цикл работ «Аналитические и спектральные методы теории динамических систем и нелинейных дифференциальных уравнений»[5].